# Reati immaginari

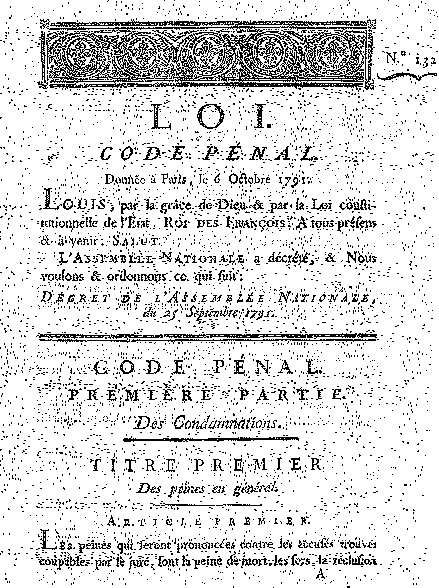
Frontespizio dell'originale del Codice penale francese del 1791

Reati immaginari è un'espressione politica risalente al periodo della Rivoluzione francese.

## Introduzione del concetto
(Voltaire, Lettere inglesi, 1734)
Basandosi sui principi filosofici razionalisti dell'illuminismo, come esposti da Rousseau, John Locke, Voltaire, Montesquieu, Diderot e gli enciclopedisti, l'Assemblea nazionale abolì nel 1791 tutti quei reati che si consideravano invenzione della morale cattolica, della superstizione e della tirannide. 
Tra di essi vi erano la sodomia (cioè l'omosessualità), la stregoneria, l'eresia, il suicidio, il vilipendio alla religione, il sacrilegio, la lesa maestà, l'apostasia, la miscredenza, l'incesto, la zoofilia e l'adulterio. Alcuni di questi reati in precedenza potevano comportare la pena di morte. Fu abolita inoltre la censura.
Il relatore del codice penale francese del 1791, Louis-Michel Lepeletier de Saint-Fargeau, affermò che il codice penale avrebbe bandito d'ora in poi solo i "crimini reali", e non i "crimini fittizi, creati dalla superstizione, dal feudalesimo, dalla tassazione iniqua e dal dispotismo". Benché vi fosse ancora una legge sulla pubblica moralità, la Francia fu il primo paese moderno ad abolire il reato di omosessualità, già nel 1791 come generica "sodomia", e in maniera esplicita con la codificazione del periodo imperiale del 1810.
Però in seguito, durante il regime del Terrore (1793-1794) e anche durante il Direttorio e l'età napoleonica  spesso si perseguitò di nuovo il dissenso, riconfigurando di fatto il reato di lesa maestà, configurato come un crimine contro la nazione, e introducendo la polizia politica.
Il codice napoleonico, a cui partecipò da Jean-Jacques Régis de Cambacérès, recepì gran parte di essi, soprattutto quelli di materia sessuale e religiosa. Egli, omosessuale dichiarato, partecipò alla redazione dei codici civili. La depenalizzazione definitiva dell'omosessualità fu frutto del Concordato del 1801 tra Napoleone e la Chiesa cattolica, grazie al quale lo Stato delegava (di fatto) alla Chiesa il controllo e la sanzione dei comportamenti sessuali "devianti" ogni qualvolta non fossero causa di turbamento dell'Ordine pubblico, di fatto disinteressandosene. Tale impostazione legislativa ebbe molto successo, al punto che venne mantenuta in quasi tutti i Paesi cattolici conquistati da Napoleone (ivi inclusi quelli italiani, con un paio di eccezioni) anche dopo la sua caduta, e fu anzi estesa anche ai Paesi cattolici del Nuovo Mondo, creando un luogo di rifugio per gli omosessuali perseguitati in paesi nordici come il Regno Unito, i quali potevano in privato non essere disturbati e perseguitati.

## Utilizzo successivo del concetto
Oggi l'espressione può essere usata per reati impossibili o reati inventati a scopo di repressione o reati che riguardano la sfera morale e personale, che secondo alcune ideologie, ad esempio il liberalismo (seguendo il pensiero di John Stuart Mill o Milton Friedman) e il progressismo, non dovrebbero essere sanzionati, in quanto reati senza vittima, ossia che tutelano un danno di un bene morale superiore astratto o soggettivo (la dignità, la decenza, la religione, il proprio corpo, ecc.) e non una persona reale danneggiata nell'integrità dall'autore del fatto. Ad esempio, in varie maniere, l'uso personale di droga, tabacco o alcol, la produzione di droga per uso personale, la prostituzione volontaria, l'aborto entro i termini di legge, l'incesto tra maggiorenni, l'eutanasia e il suicidio assistito, il pubblico scandalo, il vilipendio del sentimento religioso, la blasfemia, il gioco d'azzardo, il mancato uso di cinture di sicurezza o casco da parte di maggiorenni, il rifiuto dell'obbligo vaccinale, l'apologia di fascismo, la minaccia irreale, l'ingiuria, l'istigazione a delinquere e l'apologia di reato che non sconfinino nel concorso reale nel reato (fisico o "morale" cioè a livello di pianificazione) apologizzato o promosso, i reati progettati ma non attuati e i reati tentati ma senza danni per nessuno (ossia il divieto di "processo alle intenzioni", compresa la cospirazione per commettere reato, se il crimine non è attuato, cioè la fattispecie dell'associazione per delinquere se non porta ad un crimine attivo), le offese al pudore, i cosiddetti atti osceni e la molestia sessuale verbale, la produzione di pornografia, la completa libertà religiosa, il furto in certi casi, il reato di plagio o manipolazione mentale di persona capace di intendere, la corruzione di minorenne e gli atti sessuali con minori sopra i 14 anni (età del consenso in Europa ma non negli Stati Uniti), le preferenze sessuali non lecite se non messe in atto (es. efebofilia, ebefilia...), la pirateria digitale, il negazionismo, il vilipendio e tutti i reati di opinione e di sentimento (ossia che riguardano la libertà di manifestazione del pensiero senza che esso si traduca in azione), o altri; in particolare il pensiero anarchico e l'anarcocapitalismo (Murray Rothbard, Walter Block) portano all'estremo molte di queste idee.